# LTBP3
LTBP3‏ (Latent transforming growth factor beta binding protein 3) هوَ بروتين يُشَفر بواسطة جين LTBP3 في الإنسان.